# Черемшанка (Республіка Алтай)
Черемшанка (рос. Черемшанка) — селище Маймінського району, Республіка Алтай Росії. Входить до складу Соузгинського сільського поселення.
Населення — 92 особи (2015 рік).